# Asterina gibbosa
Asterina gibbosa ist ein eher kleiner Seestern aus der Familie Asterinidae in der Ordnung der Klappensterne (Valvatida), der im östlichen Nordatlantik und im Mittelmeer heimisch ist. Sie ernährt sich überwiegend von Bakterien, Diatomeen und Aas.

## Merkmale
Asterina gibbosa hat die Form eines etwas „aufgeblasenen“ Fünfecks mit kurzen stumpfen Armen und erreicht einen Durchmesser von etwa 5 cm. Die braune, grüne oder orangefarbene, manchmal leicht gefleckte Haut der Oberseite ist mit Gruppen kurzer, stumpfer Stacheln versehen. Während Exemplare in Exmouth in Devon (England) eher dunkelgrau-grün und in Start Point in Devon gefleckt sind, weisen Individuen aus Angle (Pembrokeshire) in Wales eine dunkle olivgrüne Farbe auf. In größeren Tiefen haben Seesterne dieser Art eine eher blasse Farbe. Von der nahe verwandten, nur bis etwa 15 mm großen Asterina phylactica, die erst seit 1979 als eigene Art angesehen wird, unterscheidet sich Asterina gibbosa darin, dass sie an jeder Seite der Kalkplatten um den Mund zwei kleine Dornen hat, dafür aber keine sternförmige braune Zeichnung in der Mitte.

## Fortpflanzung
Im Gegensatz zu den meisten anderen Seesternen – auch in der Familie Asterinidae – ist Asterina gibbosa ein Zwitter, wobei ein Tier zunächst männlich und dann weiblich ist (protandrischer Hermaphrodit im Gegensatz zum simultanen Hermaphroditen Asterina phylactica). In Plymouth (England) findet die Geschlechtsumwandlung bei einer Armlänge von 9 mm bis 16 mm statt. Bei Untersuchungen im Mittelmeer bei Neapel (Italien) konnte dagegen keine klare Körpergröße für den Zeitpunkt der Geschlechtsumwandlung festgestellt werden. Im ersten Lebensjahr bei Armlängen um durchschnittlich 11 mm waren etwa 80 % männlich, im zweiten Lebensjahr bei durchschnittlich 17 mm langen Armen waren es etwa 30 % und im dritten Lebensjahr bei Armen um etwa 25 mm Länge gab es nur wenige Männchen, jedoch gab es selbst bei größeren Exemplaren unbekannten Alters noch etwa 15 % Männchen. Asterina gibbosa kann sechs Jahre oder auch älter werden.
Die Eier von Asterina gibbosa werden in einer zusammenhängenden, mit Gallerte umhüllten Masse abgelegt und an den felsigen Untergrund angeheftet. Anders als bei Asterina phylactica werden sie nicht ausgebrütet. Die Embryonen ernähren sich – im Gegensatz zu den frei schwimmenden Plankton-Larven der meisten Seesterne – von Eidotter und schlüpfen direkt als Brachiolaria-Larve mit zwei asymmetrischen Armen und einer Haftscheibe, mithilfe derer sich die Larve bald anheftet und eine Metamorphose zu einem kleinen Seestern durchmacht, wobei zunächst fünf Arme und die Saugfüßchen, sodann die neue Mundöffnung gebildet werden.

## Verbreitung und Vorkommen
Asterina gibbosa ist im Nordostatlantik von Schottland, Irland und der südlichen Nordsee bis nach Marokko, um die Azoren, Kapverdischen Inseln, Kanarischen Inseln und Madeira sowie im Mittelmeer bis Tunesien verbreitet. Sie ist bis in eine Tiefe von 125 m in Gezeitentümpeln, auf Felsen, unter Steinen und Felsvorsprüngen zu finden.

## Lebensweise und Ernährung

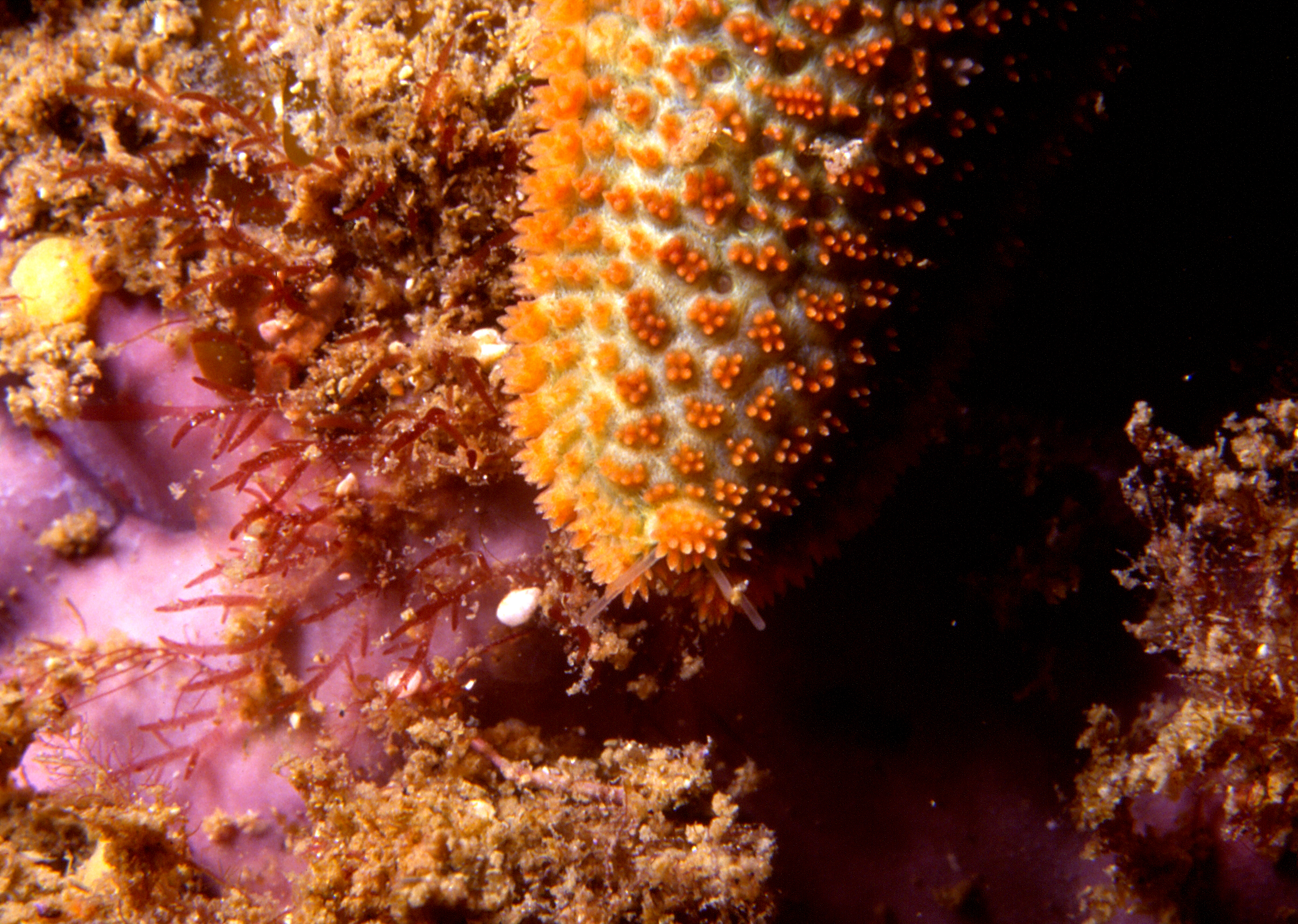
Armspitze von Asterina gibbosa mit Augenfleck

Asterina gibbosa ist überwiegend nachtaktiv und versteckt sich tagsüber unter Steinen, Felsvorsprüngen, in Höhlen oder auch unter Algen. Sie ernährt sich überwiegend von Bakterien und Diatomeen, die auf der Oberfläche von Felsen leben. Hierzu wird der Magen ausgestülpt und die Kleinstlebewesen werden extraintestinal verdaut. Darüber hinaus ist sie Detritus-, Kot- und Aasfresser: In ihrem Magen wurden faulender Sägetang (Fucus serratus), Strandschneckenkot sowie Fetzen toter Miesmuscheln (Mytilus edulis), Austern (Ostrea edulis) und Strandschnecken (Littorina littorea) gefunden, doch enthielten 95 % des Mageninhalts keine größeren Stücke. Sie wurde auch beim Fressen von Resten bereits toter Miesmuscheln beobachtet. Während in älteren Arbeiten und infolgedessen auch in populärwissenschaftlicher Literatur davon die Rede ist, dass sich der Seestern räuberisch von Ringelwürmern, Weichtieren und Schlangensternen oder von Schwämmen und Seescheiden ernähre, gab es in neueren Untersuchungen an der Küste von Wales und Südwestengland keinerlei Hinweise darauf, dass Asterina gibbosa lebende Tiere erbeutet, während sie in großer Zahl beim Verzehren von Mikroorganismen beobachtet wurde.